# Freiwassereuropameisterschaften 2016
| Medaillenspiegel (Endstand nach 7 Wettbewerben) | Medaillenspiegel (Endstand nach 7 Wettbewerben) | Medaillenspiegel (Endstand nach 7 Wettbewerben) | Medaillenspiegel (Endstand nach 7 Wettbewerben) | Medaillenspiegel (Endstand nach 7 Wettbewerben) | Medaillenspiegel (Endstand nach 7 Wettbewerben) |
| Platz                                           | Land                                            | G                                               | S                                               | B                                               | Gesamt                                          |
| ----------------------------------------------- | ----------------------------------------------- | ----------------------------------------------- | ----------------------------------------------- | ----------------------------------------------- | ----------------------------------------------- |
| 1                                               | Italien                                         | 3                                               | 2                                               | 2                                               | 7                                               |
| 2                                               | Frankreich                                      | 2                                               | 0                                               | 2                                               | 4                                               |
| 3                                               | Vereinigtes Königreich                          | 1                                               | 1                                               | 1                                               | 3                                               |
| 4                                               | Russland                                        | 1                                               | 1                                               | 0                                               | 2                                               |
| 5                                               | Niederlande                                     | 1                                               | 0                                               | 1                                               | 2                                               |
| 6                                               | Deutschland                                     | 0                                               | 2                                               | 0                                               | 2                                               |
| 7                                               | Ungarn                                          | 0                                               | 0                                               | 1                                               | 1                                               |
| Gesamt                                          | Gesamt                                          | 8                                               | 6                                               | 7                                               | 21                                              |

Die Freiwassereuropameisterschaften 2016 fanden vom 10. bis 14. Juli 2016 in Hoorn (Niederlande) statt und wurden vom Europäischen Schwimmverband LEN organisiert. Es wurden sieben Wettbewerbe ausgetragen: Einzelwettbewerbe für Frauen und Männer über die Distanzen 5, 10 und 25 Kilometer sowie ein 5-Kilometer-Teamwettbewerb.

## Preisgelder
Für die Medaillenplatzierungen wurden Preisgelder vom Europäischen Schwimmverband ausgelobt:
|                     | Gold   | Silber | Bronze |
| ------------------- | ------ | ------ | ------ |
| Einzel (5/10/25 km) | 2000 € | 1500 € | 1000 € |
| Team-Event (5 km)   | 3000 € | 2500 € | 2000 € |

## Nationen-Trophy
Eine Punktwertungs-Trophy für das beste Team wurde ausgelobt. Für die 2 besten Ergebnisse pro Wertung gibt es folgende Punkte:
| Platz:  | 1  | 2  | 3  | 4  | 5  | 6  | 7  | 8  | 9 | 10 | 11 | 12 | 13 | 14 | 15 | 16 | weitere   |
| ------- | -- | -- | -- | -- | -- | -- | -- | -- | - | -- | -- | -- | -- | -- | -- | -- | --------- |
| Punkte: | 20 | 17 | 15 | 14 | 13 | 12 | 11 | 10 | 9 | 8  | 7  | 6  | 5  | 4  | 3  | 2  | jeweils 1 |

| Nationen-Trophy (nach 7 Wettbewerben) | Nationen-Trophy (nach 7 Wettbewerben) | Nationen-Trophy (nach 7 Wettbewerben) | Nationen-Trophy (nach 7 Wettbewerben) | Nationen-Trophy (nach 7 Wettbewerben) | Nationen-Trophy (nach 7 Wettbewerben) |
| Platz                                 | Nation                                | männl.                                | weibl.                                | mixed                                 | Summe                                 |
| ------------------------------------- | ------------------------------------- | ------------------------------------- | ------------------------------------- | ------------------------------------- | ------------------------------------- |
| 1                                     | Italien                               | 54                                    | 62                                    | 86                                    | 202                                   |
| 2                                     | Deutschland                           | 35                                    | 40                                    | 41                                    | 116                                   |
| 3                                     | Niederlande                           | 49                                    | 29                                    | 23                                    | 101                                   |
| 4                                     | Russland                              | 44                                    | 20                                    | 30                                    | 94                                    |
| 5                                     | Vereinigtes Königreich                | 48                                    | 31                                    | 14                                    | 93                                    |
| 6                                     | Frankreich                            | 15                                    | 20                                    | 47                                    | 82                                    |
| 7                                     | Ungarn                                | 33                                    | 15                                    | 24                                    | 72                                    |
| 8                                     | Portugal                              | 6                                     | 25                                    | 22                                    | 53                                    |
| 9                                     | Tschechien                            | 4                                     | 12                                    | 22                                    | 38                                    |
| 10                                    | Griechenland                          | 13                                    | 20                                    | 0                                     | 33                                    |
| 11                                    | Polen                                 | 1                                     | 16                                    | 11                                    | 28                                    |
| 12                                    | Spanien                               | 7                                     | 16                                    | 0                                     | 23                                    |
| 13                                    | Israel                                | 2                                     | 0                                     | 14                                    | 16                                    |
| 14                                    | Nordmazedonien                        | 0                                     | 0                                     | 11                                    | 11                                    |
| 15                                    | Slowenien                             | 0                                     | 9                                     | 0                                     | 9                                     |
| 16                                    | Österreich                            | 5                                     | 0                                     | 0                                     | 5                                     |
| 17                                    | Irland                                | 4                                     | 0                                     | 0                                     | 4                                     |
| 17                                    | Ukraine                               | 2                                     | 2                                     | 0                                     | 4                                     |
| 19                                    | Serbien                               | 3                                     | 0                                     | 0                                     | 3                                     |
| 20                                    | Belgien                               | 1                                     | 0                                     | 0                                     | 1                                     |
| 20                                    | Schweden                              | 0                                     | 1                                     | 0                                     | 1                                     |

## Ergebnisse Frauen

### 5 Kilometer
| Platz | Athlet                | Land | Zeit (h)  |
| ----- | --------------------- | ---- | --------- |
| 1     | Danielle Huskisson    | GBR  | 0:59:46,1 |
| 2     | Finnia Wunram         | GER  | 0:59:52,4 |
| 3     | Sharon van Rouwendaal | NED  | 0:59:54,9 |
| 4     | Aurora Ponselè        | ITA  | 1:00:11,8 |
| 5     | Giulia Gabbrielleschi | ITA  | 1:00:38,6 |
| 6     | Ilaria Raimondi       | ITA  | 1:00:43,4 |
| 7     | Erika Villaecija      | ESP  | 1:00:57,6 |
| 8     | Svenja Zihsler        | GER  | 1:00:59,6 |

Datum: 12. Juli 2016
 Sarah Bosslet belegt in 1:02:04,5 Stunden den 11. Platz

### 10 Kilometer
| Platz | Athlet                | Land | Zeit (h)  |
| ----- | --------------------- | ---- | --------- |
| 1     | Rachele Bruni         | ITA  | 2:07:00,1 |
| 1     | Aurelie Muller        | FRA  | 2:07:00,1 |
| 3     | Arianna Bridi         | ITA  | 2:07:03,6 |
| 4     | Sharon van Rouwendaal | NED  | 2:07:06,8 |
| 5     | Angélica André        | PRT  | 2:07:11,3 |
| 6     | Finnia Wunram         | GER  | 2:07:11,6 |
| 7     | Giulia Gabbrielleschi | ITA  | 2:07:12,8 |
| 8     | Danielle Huskisson    | GBR  | 2:07:13,7 |

Datum: 10. Juli 2016
 Svenja Zihsler beendete das Rennen vorzeitig.
 Isabelle Härle wurde disqualifiziert.

### 25 Kilometer
| Platz | Athlet           | Land | Zeit (h)  |
| ----- | ---------------- | ---- | --------- |
| 1     | Martina Grimaldi | ITA  | 5:26:47.8 |
| 2     | Olga Kozydub     | RUS  | 5:26:49,8 |
| 3     | Caroline Jouisse | FRA  | 5:26:50,5 |
| 4     | Arianna Bridi    | ITA  | 5:26:57,3 |
| 5     | Angela Maurer    | GER  | 5:26:57,6 |
| 6     | Morgane Dornic   | FRA  | 5:30:18,2 |
| 7     | Barbara Pozzobon | ITA  | 5:30:24,4 |
| 8     | Sarah Bosslet    | GER  | 5:34:27,7 |

Datum: 14. Juli 2016

## Ergebnisse Männer

### 5 Kilometer
| Platz | Athlet            | Land | Zeit (h)  |
| ----- | ----------------- | ---- | --------- |
| 1     | Kirill Abrossimow | RUS  | 0:54:34,3 |
| 2     | Federico Vanelli  | ITA  | 0:54:54,4 |
| 3     | Caleb Hughes      | GBR  | 0:55:06.1 |
| 4     | Rob Muffels       | GER  | 0:55:11,3 |
| 5     | Ferry Weertman    | NED  | 0:55:14,8 |
| 6     | Mario Sanzullo    | ITA  | 0:55:22,2 |
| 7     | Dániel Székelyi   | HUN  | 0:55:46,8 |
| 8     | Sören Meißner     | GER  | 0:55:52,1 |

Datum: 12. Juli 2016
 Marcus Herwig belegte in 55:58,9 min Rang 10.

 Matthias Schweinzer belegte in 57:09,7 min Rang 17.

### 10 Kilometer
| Platz | Athlet               | Land | Zeit (h)  |
| ----- | -------------------- | ---- | --------- |
| 1     | Fery Weertman        | NED  | 1:55:20,6 |
| 2     | Jack Burnell         | GBR  | 1:55:21,2 |
| 3     | Marc-Antoine Olivier | FRA  | 1:55:21,6 |
| 4     | Federico Vanelli     | ITA  | 1:55:24,3 |
| 5     | Spyridon Gianniotis  | GRE  | 1:55:25,0 |
| 6     | Caleb Hughes         | GBR  | 1:55:25,0 |
| 7     | Simone Ruffini       | ITA  | 1:55:25,4 |
| 8     | Anton Evsikov        | RUS  | 1:55:25,8 |

Datum: 10. Juli 2016
 Rob Muffels belegte in 1:55:28,3 h Rang 12.
 Andreas Waschburger belegte in 1:55:32,4 h Rang 17.
 Felix Bartels belegte in 1:58:47,8 h Rang 28.

### 25 Kilometer
| Platz | Athlet           | Land | Zeit (h)  |
| ----- | ---------------- | ---- | --------- |
| 1     | Axel Reymond     | FRA  | 5:02:22,0 |
| 2     | Matteo Furlan    | ITA  | 5:06:07,5 |
| 3     | Edoardo Stochino | ITA  | 5:09:19,4 |
| 4     | Yuval Safra      | ISR  | 5:11:32,9 |
| 5     | Marcel Schouten  | NED  | 5:11:52,0 |
| 6     | Andrea Bianchi   | ITA  | 5:13:58,9 |
| 7     | Matej Kozubek    | CZE  | 5:14:19,7 |
| 8     | Evgenij Pop Acev | MKD  | 5:23:10,6 |

Datum: 14. Juli 2016
 Andreas Waschburger beendete das Rennen vorzeitig.

## Ergebnisse Teamwettbewerb

### 5 Kilometer
| Platz | Athlet                                          | Land | Zeit (h)  |
| ----- | ----------------------------------------------- | ---- | --------- |
| 1     | Rachele Bruni Simone Ruffini Federico Vanelli   | ITA  | 0:55:59,3 |
| 2     | Finnia Wunram Rob Muffels Andreas Waschburger   | GER  | 0:56:37,0 |
| 3     | Éva Risztov Mark Papp Dániel Székelyi           | HUN  | 0:56:42,6 |
| 4     | Danielle Huskisson Caleb Hughes Jay Lelliott    | GBR  | 0:57:03,5 |
| 5     | Daria Kulik Anton Evsikov Sergey Bolshakov      | RUS  | 0:58:19,2 |
| 6     | Angélica André Mario Bonanca Rafael Gil         | PRT  | 1:00:14,9 |
| 7     | Justyna Burska Krzysztof Pielowski Jan Urbaniak | POL  | 1:00:19,3 |
| 8     | Esmee Bos Lucas Greven Pepijn Smits             | NED  | 1:02:42,9 |

Datum: 13. Juli 2016

## Junioren Freiwasser-Weltmeisterschaften
Direkt im Anschluss fanden vom 15. bis 18. Juli 2016 die Freiwasser-Weltmeisterschaften der Junioren, organisiert durch den Weltschwimmverband FINA, an gleicher Stelle statt.